# Василівська телещогла
Василівська телещогла — телекомунікаційна щогла заввишки 198 м, споруджена у 1970 році в селі Василівка Любимівської селищної громади Каховського району Херсонської області.

## Характеристика
Висота вежі становить 198 м. Висота над рівнем моря — 57 м. Радіус потужності покриття радіосигналом становить 65 км. Прорахунок для DVB-T2 — 198 м.